# Amerikansk flagspætte
Den amerikanske flagspætte (Picoides villosus) er en spætte i ordenen af spættefugle. Den lever i skovområder med store træer spredt over det meste af Nordamerika og Centralamerika. Spætten er hovedsageligt standfugl, men nogle af de nordligste bestande trækker længere sydpå om vinteren.